# Китобой (тральщик)
«Китобой» — тральщик Российского императорского, Рабоче-крестьянского и Белого флотов. Участвовал в Первой мировой войне в составе Балтийского флота Российской империи, гражданской войне как на стороне красных, так и против большевиков. Зимой 1920 года совершил переход из Ревеля в Севастополь в Русскую армию Врангеля. Участвовал в Крымской эвакуации. В составе Русской эскадры прибыл в Бизерту.

## История корабля
Построен в Норвегии как траулер. Первоначально назывался «Гамма», после продажи английской кампании переименован в «Эррис». В начале Первой мировой войны приобретён через подставное лицо Российским Императорским флотом для использования в качестве тральщика. В Российском флоте получил название «Китобой». Оказался непригодным для траления из-за большой осадки и использовался как сторожевое судно.

### Участие в восстании форта «Красная Горка»
С 11 июня 1919 года «Китобой», входивший в состав 3-го дивизиона сторожевых судов, находился в дозоре на подходах к Кронштадту, между маяками Толбухин и Шепелёвский. В день восстания 13 июня «Китобой» под командованием военмора (бывшего мичмана Российского Императорского флота) В. И. Сперанского нёс дежурство у форта «Красная Горка». На смену ему вышел тральщик 1-го дивизиона «Якорь» с начальником дивизиона старшим лейтенантом Н. А. Моисеевым на борту. Предполагалось, что начальник дивизиона перейдёт на «Китобой» и вернётся на нём в Кронштадт. Будучи свидетелями артиллерийской дуэли восставшего форта и советских кораблей, офицеры «Китобоя» в этот момент впервые обсудили возможность перехода на сторону белых.
Перейдя на борт «Китобоя», начальник дивизиона неожиданно приказал «Якорю» идти в Кронштадт и сигналом передать на «Китобой» новый шифр. Командир «Якоря» отказался, а в 18 часов 30 минут форт открыл сильный огонь и заставил тральщики разойтись. В 19 часов 30 минут на «Китобое» спущен советский флаг и корабль поднял Андреевский. Увидев это, находившийся в трёх милях «Якорь» обстрелял перешедший на сторону белых тральщик из пулемёта и, круто положив руль на борт, полным ходом пошёл в Кронштадт. Несмотря на перекрёстный огонь, «Китобой» практически не получил повреждений. Через десять минут на нём получена радиограмма, в которой сообщалось, что если тральщик не развернётся немедленно, его догонит и потопит эсминец «Свобода». Тем не менее, в 20 часов 10 минут «Китобой» пришёл в контролировавшуюся восставшими Батарейную бухту и стал там на якорь. На тральщик возложена задача сообщить англичанам о восстании и призвать их на помощь мятежным фортам. 14 июня «Китобой» должен был прорваться в район действий английской эскадры.

### Захват корабля англичанами
Вечером следующего дня «Китобой» снялся с якоря и направился в Копорский залив для соединения с английской эскадрой. В 22 часа 15 минут тральщик был замечен с советского эсминца «Свобода», который начал преследование. Батарея «Серая Лошадь» сделала несколько выстрелов, один из залпов дал накрытие, и эсминец немедленно отвернул. Около полуночи у мыса Дубовского «Китобой» был остановлен английскими кораблями. Англичане захватили корабль и повели себя с ним как с военным трофеем, абсолютно не считаясь с тем, что он нёс Андреевский флаг. Через несколько минут после прибытия английские моряки подняли на корабле свой флаг и повели его в Бьёрке. Там «Китобой» был разоружён и ограблен, причём британцы присвоили даже личные вещи офицеров и команды.

### На Балтийском море под Андреевским флагом
Только 17 июня, после подписания специального акта о «возвращении судна русскому командованию», «Китобой» был передан в распоряжение «Морского управления» Северо-Западного правительства. Подписанный документ предусматривал для английской стороны возможность в любой момент вернуть себе корабль.
После торжественного поднятия на «Китобое» Андреевского флага капитаном 1-го ранга М .М. Римским-Корсаковым корабль стал именоваться посыльным судном. Кроме нескольких специалистов, личный состав «Китобоя» был списан с корабля, включая и офицеров; на судне появился новый экипаж. «Китобой» сразу принял деятельное участие в поддержке приморского фланга Северо-Западной армии, обстреливая занятое противником побережье.
После неудачного исхода второго наступления на Петроград «Китобой» перешёл в Ревель, находившийся у эстонских войск. Подписанное 3 января 1920 года перемирие между РСФСР и Эстонией стало причиной крайне недоброжелательного отношения эстонских властей к офицерам и добровольцам Белой армии. Белые части интернировались, разоружались, а иногда даже арестовывались и передавались большевикам. В 20-х числах января 1920 года командир «Китобоя» заболел, а команда, обескураженная поражением Северо-Западной армии, в одну ночь в полном составе дезертировала. На корабле остался лишь вахтенный офицер, вспоминавший впоследствии, что нашёл в кубрике записку с сообщением о том, что команда решила «скопом возвратиться на Родину».
Чтобы сохранить «Китобой» для Белой армии, контр-адмирал В. К. Пилкин распорядился заново укомплектовать корабль холостыми морскими офицерами, находившимися в рядах Северо-Западной армии. Новым командиром «Китобоя» стал лейтенант О. О. Ферсман, а в экипаже числилось 26 офицеров, 1 кадет и 11 нижних чинов. Ферсману приказано срочно подготовить корабль к переходу в Мурманск для борьбы против большевиков на Северном фронте генерала Миллера.
Эстонские власти намеревались захватить корабль и выставили к «Китобою» караул. Из-за отказа эстонцев продать уголь, в качестве топлива на борт взяты мокрые дрова, купленные на рынке за частные средства. Узнав, что в воскресенье 15 февраля большинство эстонских матросов увольняется на берег, адмирал Пилкин отдал распоряжение подготовить корабль к уходу в этот день. В приказе адмирала говорилось:

С получением сего вам надлежит идти в Северную Россию, в Мурманск, в распоряжение старшего морского начальника. Маршрут вам назначается следующий: Либава (погрузка угля от французского морского командования) и Копенгагена. В этом порту вы, снесясь с нашим морским агентом в Норвегии, выясните те норвежские порты, в которых вам можно будет принять уголь.
<..>
Вам надлежит следить, чтобы между всеми чинами корабля были установлены дружеские отношения. В иностранных портах вам придется быть особенно осторожным, так как вы не имеете достаточно сил и средств, чтобы защитить флаг и русское имя от оскорблений. Поэтому скромное поведение на берегу чинов корабля особенно необходимо.

Я твёрдо уверен, что поход корабля под вашей командой, при условиях исключительной трудности, будет впоследствии занесен в летопись замечательных событий русского флота. 
15 февраля к 10 часам утра Пилкин прибыл на «Китобой» и после напутственного слова сошёл на берег, приказав сниматься с якоря. Узнав, что русский корабль собирается уходить, начальник пограничной стражи порта отдал часовым распоряжение не допустить этого. С помощью подъехавших английских офицеров адмирал Пилкин обманул внимание караульных, попросив одного из них вызвать по телефону начальника караула. Как только часовой скрылся в телефонной будке, адмирал крикнул, чтобы «Китобой» немедленно отдавал швартовы и уходил. Снявшись с якоря и подготовив к бою орудия и боезапас, состоявший из 30 снарядов, «Китобой» направился к выходу из гавани, сопровождаемый бегущими по пристани эстонскими солдатами. Эстонские власти, по некоторым данным, собирались послать погоню, но разобранные машины эсминцев «Вамбола» и «Леннук» не позволили им этого сделать. Благополучно пройдя малым ходом непротраленные минные заграждения, «Китобой» пошёл в Либаву. Из-за неопытности кочегаров, роль которых выполняли главным образом молодые офицеры и дров, используемых в качестве топлива, посыльное судно не могло развить свыше четырёх узлов. 17 февраля, несмотря на навигационные трудности, «Китобой» благополучно пришёл в Либаву и стал там на якорь.
В Либаве «Китобой» находился с 17 по 24 февраля. Стоянка в этом порту полна неожиданных обстоятельств: сначала латвийские власти выставили у корабля своего часового, который после протеста убран; затем О. О. Ферсман получил предложение продать «Китобой» латышам, «не стесняясь размером нужной суммы». Получив отказ, латвийцы вновь выставили у пристани часовых, которые получили инструкцию стрелять по «Китобою», если он попытается сняться с якоря. Лишь с помощью английских и французских судов, находившихся в Либаве, русскому посыльному судно удалось приобрести под расписку 40 тонн угля и 24 февраля в 11 часов покинуть Либаву. Сразу после выхода «Китобой» попал в густой туман. Вечером 27 февраля кораблю удалось добраться до гавани Копенгагена, куда О. О. Ферсману удалось войти без лоцмана.
Приход «Китобоя» в Копенгаген, где с 1914 года не появлялись русские корабли, произвёл сенсацию. Судно под Андреевским флагом встречено очень любезно, личный состав корабля стал объектом повышенного внимания датской общественности. Проживавшая в столице Дании вдовствующая Императрица Мария Фёдоровна через несколько дней после прихода «Китобоя» устроила русским морякам аудиенцию, встретив их как «борцов против красной напасти». В Копенгагене моряки «Китобоя» узнали о падении Северного фронта генерала Миллера; таким образом, вариант перехода в Мурманск стал неосуществимым. Так как положение на Южном фронте оставалось неизвестным для русских моряков, решено остаться в датской столице до выяснения обстановки. Неопределённость будущего сказалась на настроении личного состава: к 1 мая «Китобой» покинули 9 офицеров, устроившихся на разные работы. Лейтенант Ферсман не чинил препятствий уходящим с корабля морякам, так как считал, что не имеет права никого удерживать.
Тем временем англичане, чья крейсерская эскадра находилась на рейде Копенгагена, приняли решение о захвате «Китобоя» на том основании, что он якобы сделался их законным призом в июне 1919 года. Некоторые авторы связывают это решение с начавшимися в Дании советско-английскими переговорами. 4 мая лейтенанту Ферсману, приглашённому на английский транспорт, предъявлена телеграмма Британского Адмиралтейства, в которой говорилось о том, что «Китобой» должен немедленно направляться в Розайт с английской командой, имея русских моряков в качестве пассажиров. Отказавшись выполнять это требование, Ферсман вернулся на корабль и отдал распоряжения о его подготовке к взрыву. Одновременно с этим послана телеграмма русскому посланнику в Лондоне; в ней Ферсман просил настоять на отмене унизительного приказания и говорил о том, что «командир без боя „Китобой“ не сдаст». Попытавшаяся в тот же день проникнуть на «Китобой» английская «ремонтная команда» не была допущена на борт русского судна.
9 мая из Парижа от министра иностранных дел Русского правительства С. Д. Сазонова получена телеграмма с рекомендацией «воздержаться от оказания вооружённого сопротивления англичанам». На это Ферсман отвечал, что «Командир военного судна, сделавший таковое без боя, по законом Российского государства подлежит смертной казни». Ввиду напряжённой обстановки и ожидания новых посягательств на корабль от англичан, командир «Китобоя» начал подготовку к выводу русского корабля на рейд для его подрыва. Сделаны приготовления и в отношении устройства экипажа «Китобоя» в Дании.
Конфликт исчерпан лишь 5 июня, когда Британское Адмиралтейство заявило об официальном отказе от своих притязаний на «Китобой».

Благодаря вмешательству Вдовствующей Государыни Императрицы Марии Федоровны, находившейся в то время в Копенгагене, и моральной поддержке датчан, французов и славянских стран британское адмиралтейство вняло хлопотам нашего морского агента адмирала Волкова и в конце концов официально отказалось от своих притязаний на «Китобой».
«Копенгагенскому инциденту» посвятил строки поэт А. Несмелов.

### Переход из Балтийского моря в Чёрное
В начале июня лейтенант Ферсман встретился с адмиралом Пилкиным для получения дальнейших инструкций и личного доклада. Командир «Китобоя» просил, в частности, заменить себя более опытным и старшим по званию офицером, сведущим в дипломатических делах, на что Пилкин сначала ответил неопределённо, а затем уведомил Ферсмана, что все находящиеся в наличии капитаны 1-го ранга отказались от должности. К этому времени положение Белой армии на Юге России значительно укрепилось и наиболее отвечающим обстановке был признан переход «Китобоя» в Севастополь.
После получения достаточного количества угля и провизии для дальнейшего следования, 7 июля Ферсманом был назначен поход. В этот день на пристани собрались все представители русской колонии в Дании, а 6 июля командир был торжественно принят Марией Фёдоровной. После полудня «Китобой» дал ход и взял курс на Кильский канал, однако не был там пропущен из-за несогласия социалистического правительства Германии на пропуск «вооружённого белого судна». 8 июля «Китобой» покинул Киль и к 11 июля через Каттегат и Скагеррак вошёл в Северное море. Следующим портом стал датский Эсбьерг, причём на пути к нему были встречены плавающие мины неизвестного происхождения.
15 июля начался путь «Китобоя» вокруг Европы, в самом начале которого выявились многочисленные дефекты в машине судна. Ежедневные починки в море, связанные иногда с длительными остановками, сильно изматывали команду; сказывался уход с корабля в Копенгагене двух инженер-механиков и нескольких опытных членов команды. 18 июля «Китобой» прибыл в Шербур и задержался там почти на месяц из-за проблем с ремонтом и болезни командира. С 14 по 20 августа посыльное судно стояло на рейде Бреста, перебирая машины; 22 августа в Бискайском заливе «Китобой» попал в сильный шторм: временами очевидцам казалось, что «Китобой» с заклиненным рулём может утонуть. 23 августа корабль пришёл в Виго, причём испанские власти приняли «Китобой» очень приветливо и Ферсман обменялся дружественными визитами с командирами бывших на рейде испанских судов. Следующим портом стал Кадикс, затем — Гибралтар. 10 сентября «Китобой» вошёл в Средиземное море, переход через которое затянулся на два месяца.
У выхода из Гибралтарского пролива «Китобой» из-за сильного встречного ветра направился к Орану, однако не смог туда дойти и из-за шторма зашёл в Альмерию. Никогда не видевший Андреевского флага командир порта был сильно удивлён и сначала предположил, что команда судна состоит из большевиков, почему попросил офицеров появляться на берегу только в форме.
15 сентября окончился переход «Китобоя» вдоль побережья Африки, и до 29 сентября посыльное судно находилось в алжирском порту в ожидании денег из Парижа. 1 октября, попав в очередную серию шквалов огромной силы, «Китобой» прибыл в Бизерту, а уже 5 октября, после прощальных визитов, отдал швартовы и снова вышел в море. Из-за поломок в паровом насосе пришлось зайти на Мальту, однако починка там не дала результата и во время следующего перехода до Патраса пришлось откачивать воду из трюма вёдрами. 11 октября работы по ремонту машины были окончены и «Китобой» отбыл в Пирей.
Неизвестным оставался вопрос о возможности прохода Дарданелл; в Пирее Ферсман не смог связаться с русским послом в Константинополе и уже 22 октября направился к проливу. У Чанак-кале стоявшие на якорях французские и итальянские стационеры сигналами попытались остановить «Китобой», но Ферсман не обращал на них никакого внимания. Как выяснилось в Константинополе, «Китобой» по соглашению, заключённому недавно с англичанами, должен был спустить Андреевский флаг во время прохода турецких проливов. Телеграмма с соответствующим приказанием опоздала в Пирей.
26 октября «Китобой» стал на якорь напротив дворца султана; выжидая получение угля и воды и пережидая шторм, посыльное судно простояло в у Константинополя до 7 ноября.
Выйдя из Босфора, корабль не смог сразу направиться в море ввиду сильнейшего шторма; до 10 ноября «Китобой» находился у побережья Турции на якоре, причём в этот день было по радио получено известие о занятии советскими войсками Армянска. Не имея более никаких сведений о положении в Крыму, Ферсман 12 ноября вышел в море. 14 ноября на подходе к Севастополю была встречена целая вереница судов, выходящих в море. С одного из кораблей сообщили, что Перекоп взят красными и белые войска эвакуируются из Крыма.

Итак, по иронии судьбы, после всех усилий «Китобою» удалось, наконец, дойти до родной земли, но в последний день её существования как кусочка свободной белой России.

### Эвакуация Крыма и переход в Бизерту
Когда «Китобой» вошёл на рейд Севастополя, моряки увидели лишь последние уходящие из порта суда, загруженные войсками и беженцами. На створе Стрелецкой бухты был встречен крейсер «Генерал Корнилов» под флагом командующего ВСЮР, для приветствия которого команда «Китобоя» была выстроена во фронт. В Стрелецкой бухте посыльное судно приняло на борт около 300 человек, и в ночь с 15 на 16 ноября «Китобой» навсегда покинул Россию, конвоируя идущий в Константинополь транспорт «Херсон». 18 ноября Русская эскадра встала на якорь на рейде турецкой столицы. Там «Китобой» некоторое время использовался в качестве штабного судна генералом А. П. Кутеповым.
10 декабря «Китобой» совместно со своим отрядом направился в Дарданеллы, а затем в Эгейское море, где русские корабли попали в сильный шторм. По договорённости с французскими властями, корабли эскадры должны были быть приняты в Бизерте. Вечером 27 декабря, после многочисленных поломок и длительного плавания, «Китобой» вошёл в аванпорт Бизерты.

### Дальнейшая судьба

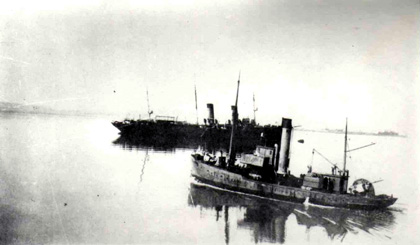
Крейсер «Алмаз» и посыльное судно «Китобой» (1920-е)

С приходом в Бизерту «Китобой» вошёл в состав Русской эскадры и оказался одним из наиболее активно используемых кораблей: «из-за малых размеров и дешевизны эксплуатации он оказался особенно удобным для поддерживания сообщения между судами эскадры». В апреле 1921 года посыльное судно покинул заболевший лейтенант Ферсман, и в командование «Китобоем» вступил старший офицер, старший лейтенант В. А. Дуров. Через месяц на эскадре вспыхнула эпидемия чумы, и попавший на подозрение «Китобой» был до июля изолирован от берега. До середины 1923 года «Китобой» служил под Андреевским флагом, поддерживая сообщение между эскадрой и берегом; вслед за В. А. Дуровым пост командира на нём занял лейтенант князь Ю. С. Шаховской, во время перехода в Бизерту служивший на корабле кочегаром.
В 1923 году «Китобой» был реквизирован французским правительством в счёт покрытия расходов по содержанию эскадры. В 1926 году бывший русский корабль был продан в Италию и получил новое название — «Итало». На 1939 год это судно было зарегистрировано в генуэзской судовладельческой компании под номером 609.
За месяц до вступления Италии во Вторую мировую войну «Итало» был реквизирован военно-морским флотом и стал именоваться «G79». Судно занималось дноуглубительными работами в Генуэзском заливе. 10 сентября 1943 года, опасаясь захвата корабля немецкими войсками, команда «G79» затопила свой корабль в порту Генуи.

## Известные моряки, служившие на «Китобое»
- Бобарыков, Николай Иванович (1893—1955) — лейтенант, вахтенный начальник в период Гражданской войны.
- Вреден, Николай Романович (1901—1955) — переводчик, издатель.